# Fluorkoolwaterstof

Difluormethaan

De fluorkoolwaterstoffen of  hfk's zijn koolwaterstoffen, waarbij enkele waterstofatomen vervangen zijn door een fluoratoom. De hfk's vormen de moderne alternatieven voor freon en algemener chloorfluorkoolstofverbindingen.
De stoffen worden gebruikt als koelmiddel in koelkasten en airconditioning. Het zijn de ozonvriendelijke vervangingsproducten van de ozononvriendelijke freon. Een van de hfk's, R134a, is het vervangmiddel sinds 31 december 2000 voor dichlorodifluoromethaan (R12), conform het Montrealprotocol.
Het aardopwarmingsvermogen van de meest gebruikte HFK's is 250 tot 5000 keer sterker dan koolstofdioxide. Hfk's zijn verantwoordelijk voor 1% van het vergelijkbare broeikaseffect van CO2, met het potentieel om dit tegen 2050 te zien oplopen tot 10%. Daarom heeft de EU een kalender aangenomen om het gebruik van hfk's uit te faseren. De wereldwijde afbouw is vastgelegd door een amendement op het Montréalprotocol dat werd overeengekomen op 15 oktober 2016 in Kigali. Dit zou het niveau van hfk's tegen 2047 met 85% moeten verminderen.

## Overzicht van de fluorkoolwaterstoffen
| Code     | Naam                            | Code koelmiddel | Handelsnaam             |
| -------- | ------------------------------- | --------------- | ----------------------- |
| HFC-41   | Fluormethaan                    | R41             |                         |
| HFC-32   | Difluormethaan                  | R32             |                         |
| HFC-125  | Pentafluorethaan                | R125            |                         |
| HFC-134a | 1,1,1,2-tetrafluorethaan        | R134a           | Solkane 134a; Suva 134a |
| HFC-143a | 1,1,1-trifluorethaan            | R143a           |                         |
| HFC-152  | 1,2-difluorethaan               |                 |                         |
| HFC-152a | 1,1-difluorethaan               | R152a           |                         |
| HFC-227  | 1,1,1,2,3,3,3-heptafluorpropaan | R227            |                         |